# تاریخ طبیعی عمومی و نظریه آسمان‌ها
تاریخ طبیعی جهانی و نظریه آسمانها (آلمانی: Allgemeine Naturgeschichte und Theorie des Himmels)، اثری است که توسط ایمانوئل کانت در سال ۱۷۵۵ به‌طور ناشناس نوشته و منتشر شد.
به گفته کانت ، منظومه شمسی صرفاً نسخه کوچک‌تری از سیستم ستارگان ثابت مانند راه شیری و کهکشان‌های دیگر است. نظریه کیهان‌شناسی که کانت مطرح می‌کند به ایده‌های پذیرفته شده علم امروز از برخی از متفکران معاصر او مانند پیر سیمون لاپلاس نزدیک تر است. علاوه بر این، اندیشه کانت در این کتاب است به شدت تحت تأثیر نظریه ذره‌گرایی و ایده‌های لوکرتیوس است.

## پیوند بیرون
- "متن آنلاین کتاب". دانشگاه ونکوور آیلند (به آلمانی). Archived from the original on 16 December 2008.
- "ترجمه انگلیسی کتاب". دانشگاه ونکوور آیلند. Archived from the original on 29 August 2014.